# 巴尼圆环
巴尼圆环（Barney Circle）是美国华盛顿哥伦比亚特区东南区的一个小型居住社区，位于安那考斯迪亚河西岸和国会山东缘之间。涵盖宾夕法尼亚大道、波托马克大道、15街和17街围合的区域。社区的名称是指约翰·菲利普·苏萨大桥附近宾夕法尼亚大道的交通环岛。巴尼圆环得名于1812年战争中的切萨皮克湾舰队司令海军准将约书亚·巴尼。

## 历史
1919年至1924年间，该社区经历了建筑热潮。曾一度，多达25%的居民是在华盛顿海军工厂的工人。为这些蓝领工人而建的排屋很朴素，但很舒适。大多数单户砖排屋至少有两层，两三间卧室，几间浴室，小院子和低矮的门廊。国会山社区的早期开发项目以狭窄而深的住宅为特色，而巴尼圆环附近的住宅则相对宽阔。这类住宅是20世纪头十年的一项创新，被称为"日光排屋"，因为每个房间都尽可能被透过窗户的阳光照亮。巴尼圆环附近的房屋通常以均匀的距离从街上回退，并有一个小的前院和一个露天门廊。虽然该地区的建筑很少是杰出的，但该社区保留了其历史风貌。很少有房主安装现代壁板或以历史的方式改变他们的结构。

## 文化
美国国会公墓创建于1807年，保存着《独立宣言》的签署人埃尔布里奇·格里的遗骸，前副总统、内战摄影师马修·布雷迪、"三月国王"约翰·菲利普·苏萨、前联邦调查局局长等知名人士。国会公墓在21世纪初的复兴帮助振兴了社区。墓地还举办电影放映和婚礼。

## 交通
巴尼圆环可通过华盛顿地铁、快速公交线路、高速公路和首都共享自行车到达。附近有波托马克大道站和体育场-军械库站和宾夕法尼亚大道36号公交线路。
约翰·菲利普·苏萨大桥于1942建成，以1933年去世的华盛顿特区著名作曲家的名字命名。